# Lista dos deputados estaduais da 1.ª legislatura de Santa Catarina (1935–1937)
Lista dos deputados estaduais de Santa Catarina - 1ª legislatura (1935 — 1937).
| Nº | Deputado                    | Partido |
| -- | --------------------------- | --- |
| 1  | Francisco de Almeida        | Partido Liberal Catarinense                                                                                     |
| 2  | Manuel Tiago de Castro      | Partido Liberal Catarinense                                                                                     |
| 3  | Olívio Januário de Amorim   | Partido Liberal Catarinense                                                                                     |
| 4  | Aderbal Ramos da Silva      | Partido Liberal Catarinense                                                                                     |
| 5  | Álvaro Trindade Cruz        | Partido Liberal Catarinense                                                                                     |
| 6  | Altamiro Guimarães          | Partido Liberal Catarinense                                                                                     |
| 7  | Leônidas Coelho de Sousa    | Partido Liberal Catarinense                                                                                     |
| 8  | Benjamin Gallotti Júnior    | Partido Liberal Catarinense                                                                                     |
| 9  | Pompílio Pereira Bento      | Partido Liberal Catarinense                                                                                     |
| 10 | Celso Fausto de Sousa       | Partido Liberal Catarinense                                                                                     |
| 11 | Rodolfo Vítor Tietzmann     | Partido Liberal Catarinense                                                                                     |
| 12 | Ivens Bastos de Araújo      | Partido Liberal Catarinense                                                                                     |
| 13 | Francisco Barreiros Filho   | Partido Liberal Catarinense                                                                                     |
| 14 | Brás Limongi                | Partido Liberal Catarinense                                                                                     |
| 15 | Roberto Soares de Oliveira  | Partido Liberal Catarinense                                                                                     |
| 16 | Emílio Ritzmann             | Partido Liberal Catarinense                                                                                     |
| 17 | Plácido Olímpio de Oliveira | Partido Liberal Catarinense                                                                                     |
| 18 | Álvaro Catão                | Coligação Republicana: Partido Republicano Catarinense - Reação Republicana - Partido Evolucionista Catarinense |
| 19 | José Acácio Soares Moreira  | Coligação Republicana: Partido Republicano Catarinense - Reação Republicana - Partido Evolucionista Catarinense |
| 20 | Heriberto Hülse             | Coligação Republicana: Partido Republicano Catarinense - Reação Republicana - Partido Evolucionista Catarinense |
| 21 | João de Oliveira            | Coligação Republicana: Partido Republicano Catarinense - Reação Republicana - Partido Evolucionista Catarinense |
| 22 | José Severiano Maia         | Coligação Republicana: Partido Republicano Catarinense - Reação Republicana - Partido Evolucionista Catarinense |
| 23 | Marcos Konder               | Coligação Republicana: Partido Republicano Catarinense - Reação Republicana - Partido Evolucionista Catarinense |
| 24 | Cid Campos                  | Coligação Republicana: Partido Republicano Catarinense - Reação Republicana - Partido Evolucionista Catarinense |
| 25 | Sílvio Ferraro              | Coligação Republicana: Partido Republicano Catarinense - Reação Republicana - Partido Evolucionista Catarinense |
| 26 | Artur Ferreira da Costa     | Coligação Republicana: Partido Republicano Catarinense - Reação Republicana - Partido Evolucionista Catarinense |
| 27 | Cid Gonzaga                 | Coligação Republicana: Partido Republicano Catarinense - Reação Republicana - Partido Evolucionista Catarinense |
| 28 | Henrique Voigt              | Coligação Republicana: Partido Republicano Catarinense - Reação Republicana - Partido Evolucionista Catarinense |
| 29 | Renato de Medeiros Barbosa  | Coligação Republicana: Partido Republicano Catarinense - Reação Republicana - Partido Evolucionista Catarinense |
| 30 | João Gualberto Bittencourt  | Coligação Republicana: Partido Republicano Catarinense - Reação Republicana - Partido Evolucionista Catarinense |
| 31 | Agripa de Castro Faria      | Coligação Republicana: Partido Republicano Catarinense - Reação Republicana - Partido Evolucionista Catarinense |